# Coupe du monde de patinage de vitesse sur piste courte 2011-2012
Navigation
Édition précédente Édition suivante
La coupe du monde de Short-track 2011-2012 se déroulera entre le 22 octobre 2011 à Salt Lake City (États-Unis) et le 12 février 2012 à Dordrecht (Pays-Bas). La compétition est organisée par l'Union internationale de patinage.
Les différentes épreuves sont le 500 mètres, 1 000 mètres, 1 500 mètres et le relais par équipes chez les hommes et chez les femmes.
Cette compétition est composée de 6 manches. Les différentes villes qui accueillent l'évènement sont par ordre chronologique Salt Lake City (États-Unis), Saguenay (Canada), Nagoya (Japon), Shanghai (Chine), Moscou (Russie), puis Dordrecht (Pays-Bas).

## Résultats

### Hommes

#### Salt Lake CityÉtats-Unis
| Date            | Distance       | Gagnant         | Second          | Troisième               |
| 23 octobre 2011 | 500 m          | Jon Eley        | Charles Hamelin | Evgenii Kozulin         |
| 22 octobre 2011 | 1 000 m        | Kwak Yoon-gy    | Noh Jinkyu      | Francois-Louis Tremblay |
| 22 octobre 2011 | 1 500 m        | Charles Hamelin | Lee Ho-suk      | Lee Jung-su             |
| 23 octobre 2011 | 1 500 m        | Noh Jinkyu      | Kwak Yoon-gy    | Celski J.R.             |
| 23 octobre 2011 | 5 000 m relais | Canada          | Royaume-Uni     | Corée du Sud            |

#### SaguenayCanada
| Date            | Distance       | Gagnant                 | Second             | Troisième         |
| 29 octobre 2011 | 500 m          | Olivier Jean            | Charles Hamelin    | Vladimir Grigorev |
| 30 octobre 2011 | 500 m          | François-Louis Tremblay | Guillaume Bastille | Liang Wenhao      |
| 30 octobre 2011 | 1 000 m        | Charles Hamelin         | Michael Gilday     | Olivier Jean      |
| 29 octobre 2011 | 1 500 m        | Noh Jinkyu              | Kwak Yoon-gy       | Yuzo Takamido     |
| 30 octobre 2011 | 5 000 m relais | Corée du Sud            | Russie             | Canada            |

#### NagoyaJapon
| Date            | Distance       | Gagnant         | Second       | Troisième        |
| 4 décembre 2011 | 500 m          | Olivier Jean    | Liang Wenhao | Gong Qiuwen      |
| 3 décembre 2011 | 1 000 m        | Kwak Yoon-gy    | Celski J.R.  | Seo Yi-ra        |
| 4 décembre 2011 | 1 000 m        | Charles Hamelin | Kwak Yoon-gy | Michael Gilday   |
| 3 décembre 2011 | 1 500 m        | Noh Jinkyu      | Lee Ho-suk   | Charle Cournoyer |
| 4 décembre 2011 | 5 000 m relais | Chine           | Russie       | Japon            |

#### ShanghaiChine
| Date             | Distance       | Gagnant         | Second          | Troisième      |
| 10 décembre 2011 | 500 m          | Olivier Jean    | Gong Qiuwen     | Daan Breeuwsma |
| 11 décembre 2011 | 500 m          | Charles Hamelin | Jon Eley        | Liang Wenhao   |
| 11 décembre 2011 | 1 000 m        | Kwak Yoon-gy    | Olivier Jean    | Noh Jinkyu     |
| 10 décembre 2011 | 1 500 m        | Noh Jinkyu      | Charles Hamelin | Kwak Yoon-gy   |
| 11 décembre 2011 | 5 000 m relais | Chine           | Canada          | Royaume-Uni    |

#### MoscouRussie
| Date           | Distance       | Gagnant      | Second             | Troisième       |
| 5 février 2012 | 500 m          | Olivier Jean | Liam McFarlane     | Charles Hamelin |
| 4 février 2012 | 1 000 m        | Kwak Yoon-gy | Noh Jinkyu         | Liang Wenhao    |
| 4 février 2012 | 1 500 m        | Lee Jung-su  | John-Henry Krueger | Lee Ho-suk      |
| 5 février 2012 | 1 500 m        | Noh Jinkyu   | Sin Da Woon        | J.R. Celski     |
| 5 février 2012 | 5 000 m relais | Canada       | Corée du Sud       | Chine           |

#### DordrechtPays-Bas
| Date            | Distance       | Gagnant            | Second        | Troisième               |
| 12 février 2012 | 500 m          | Simon Cho          | Kwak Yoon-gy  | François-Louis Tremblay |
| 11 février 2012 | 1 000 m        | Guillaume Bastille | Sjinkie Knegt | Niels Kerstholt         |
| 12 février 2012 | 1 000 m        | Noh Jinkyu         | Sjinkie Knegt | Celski J.R.             |
| 11 février 2012 | 1 500 m        | Noh Jinkyu         | Sin Da-woon   | Semen Elistratov        |
| 12 février 2012 | 5 000 m relais | Pays-Bas           | Canada        | Corée du Sud            |

### Femmes

#### Salt Lake CityÉtats-Unis
| Date            | Distance       | Gagnant            | Second            | Troisième     |
| 23 octobre 2011 | 500 m          | Marianne St-Gelais | Martina Valcepina | Jessica Smith |
| 22 octobre 2011 | 1 000 m        | Yui Sakai          | Lana Gehring      | Alyson Dudek  |
| 22 octobre 2011 | 1 500 m        | Katherine Reutter  | Valerie Maltais   | Lee Eun-byul  |
| 23 octobre 2011 | 1 500 m        | Katherine Reutter  | Lee Eun-byul      | Li Jianrou    |
| 23 octobre 2011 | 3 000 m relais | Chine              | Corée du Sud      | Russie        |

#### SaguenayCanada
| Date            | Distance       | Gagnant            | Second            | Troisième     |
| 29 octobre 2011 | 500 m          | Marianne St-Gelais | Martina Valcepina | Liu Qiuhong   |
| 30 octobre 2011 | 500 m          | Arianna Fontana    | Martina Valcepina | Liu Qiuhong   |
| 30 octobre 2011 | 1 000 m        | Marianne St-Gelais | Elise Christie    | Cho Ha-ri     |
| 29 octobre 2011 | 1 500 m        | Noh Jinkyu         | Kwak Yoon-gy      | Yuzo Takamido |
| 30 octobre 2011 | 3 000 m relais | Chine              | Canada            | Japon         |

#### NagoyaJapon
| Date            | Distance       | Gagnant         | Second         | Troisième         |
| 4 décembre 2011 | 500 m          | Arianna Fontana | Yui Sakai      | Martina Valcepina |
| 3 décembre 2011 | 1 000 m        | Yui Sakai       | Elise Christie | Katherine Reutter |
| 4 décembre 2011 | 1 000 m        | Li Jianrou      | Lin Meng       | Xiao Han          |
| 3 décembre 2011 | 1 500 m        | Arianna Fontana | Cho Ha-ri      | Lana Gehring      |
| 4 décembre 2011 | 3 000 m relais | Italie          | Japon          | Chine             |

#### ShanghaiChine
| Date             | Distance       | Gagnant           | Second            | Troisième     |
| 10 décembre 2011 | 500 m          | Fan Kexin         | Liu Qiuhong       | Jessica Smith |
| 11 décembre 2011 | 500 m          | Arianna Fontana   | Liu Qiuhong       | Fan Kexin     |
| 11 décembre 2011 | 1 000 m        | Katherine Reutter | Li Jianrou        | Yui Sakai     |
| 10 décembre 2011 | 1 500 m        | Cho Ha-ri         | Katherine Reutter | Xiao Han      |
| 11 décembre 2011 | 3 000 m relais | Chine             | États-Unis        | Japon         |

#### MoscouRussie
| Date           | Distance       | Gagnant        | Second          | Troisième       |
| 5 février 2012 | 500 m          | Fan Kexin      | Arianna Fontana | Liu Qiuhong     |
| 4 février 2012 | 1 000 m        | Elise Christie | Liu Qiuhong     | Yui Sakai       |
| 4 février 2012 | 1 500 m        | Cho Ha-ri      | Lee Eun-byul    | Valerie Maltais |
| 5 février 2012 | 1 500 m        | Lee Eun-byul   | Cho Ha-ri       | Lana Gehring    |
| 5 février 2012 | 3 000 m relais | Chine          | États-Unis      | Pays-Bas        |

#### DordrechtPays-Bas
| Date            | Distance       | Gagnant            | Second             | Troisième         |
| 12 février 2012 | 500 m          | Arianna Fontana    | Marianne St-Gelais | Martina Valcepina |
| 11 février 2012 | 1 000 m        | Marianne St-Gelais | Jorien ter Mors    | Liu Qiuhong       |
| 12 février 2012 | 1 000 m        | Lana Gehring       | Marie-Eve Drolet   | Li Jianrou        |
| 11 février 2012 | 1 500 m        | Lana Gehring       | Cho Ha-ri          | Fan Kexin         |
| 12 février 2012 | 3 000 m relais | Chine              | États-Unis         | Japon             |

## Classements finaux

### Hommes
| Distance       | Gagnant      | Second          | Troisième    |
| 500 m          | Olivier Jean | Charles Hamelin | Liang Wenhao |
| 1 000 m        | Kwak Yoon-gy | Noh Jinkyu      | Olivier Jean |
| 1 500 m        | Noh Jinkyu   | Sin Da Woon     | Kwak Yoon-gy |
| 5 000 m relais | Canada       | Corée du Sud    | Chine        |

### Femmes
| Distance       | Gagnante        | Seconde           | Troisième      |
| 500 m          | Arianna Fontana | Martina Valcepina | Liu Qiuhong    |
| 1 000 m        | Yui Sakai       | Li Jianrou        | Elise Christie |
| 1 500 m        | Cho Ha-ri       | Lee Eun-byul      | Lana Gehring   |
| 3 000 m relais | Chine           | États-Unis        | Japon          |